# Kunbaja
Kunbaja é um município da Hungria, situado no condado de Bács-Kiskun. Tem 33,72 km² de área e sua população em 2015 foi estimada em 1.420 habitantes.